# カワサキ・Dトラッカー
D-TRACKER（ディートラッカー）とは、川崎重工業モーターサイクル&エンジンカンパニーが製造販売しているスーパーモタードタイプのオートバイである。

## モデル一覧

### 250cc車

#### D-TRACKER
D-TRACKERは1998年に発売された。同社のデュアルパーパスであるKLX250の派生車種として、ハンドル形状を変更し、前後ホイールを17インチに換装すると共にオンロードタイプのタイヤを装着させたもので、同社のKSRシリーズを大型化させたような位置づけであった。
発売当時において、このオートバイは「スーパーバイカーズ」という一般的に浸透していなかった分類であったものの、その後この車両のスタイルが日本国外でスーパーモタードとして確立されたことから、次第に日本での先駆的存在として評価されるようになり、販売が継続されマイナーチェンジも行われた。2004年モデルからはKLX250同様にカワサキモータースエンタープライズ（タイカワサキ）へ生産が移管されたが、同時に後輪リムの幅が広げられている。
また、2002年に川崎重工業はスズキと相互販売に関する業務提携を行なったことから、Dトラッカーは 250SB としてスズキからも発売され、後に提携が解消されるまで販売され続けた。

#### D-TRACKER X
2008年にフルモデルチェンジを受け、車名はD-TRACKER Χ（ディートラッカー エックス）に変更された。車体は同時にモデルチェンジを受けたKLX250をベースとしつつ、ホイールだけでなくサスペンションやブレーキにも専用のセッティングが施されており、よりオンロードでのライディングを重視した仕上がりとなっている。また、燃料計やタコメーターも付いた。
北米およびオーストラリアでは KLX250SF の車名で発売されており、キャブレター仕様エンジンなど現地向けの変更がされている。
2016年に発表されたファイナルエディションをもって日本向け仕様の生産は終了となる。

### 125cc車

#### D-TRACKER 125
D-TRACKER 125は2009年10月31日に発表され、12月15日より発売された。日本メーカーの国内向け125ccエンジン搭載のMT車としては1998年のスズキ・マローダー125以来11年ぶりの発売となった。
同時発売の姉妹車であるKLX125をベースとしており、モタードスタイルへの変更を受けて250同様に倒立サスペンションを装備し、前後ホイールを14インチに換装しており、かつて販売されていたミニモタードKSR110の後継車種にあたる位置づけになっている。その他フューエルインジェクションを搭載する4ストロークSOHC2バルブ空冷単気筒のエンジンなどは、ほぼKLXと共通である。なお日本向け仕様は2016年にラインアップから外されている。
東南アジア仕様としてD-TRACKER 150も発表されており、当初はエンジンをKLX150シリーズのものに換装したモデルだったが、その後のモデルチェンジでホイールも X 同様に前後17インチへ換装されている。